# 체코슬로바키아 텔레비전

체코슬로바키아 텔레비전 방송공사는 1953년 5월 1일 개국했다.
1992년 12월 31일에 체코슬로바키아 텔레비전 방송공사는 해체되어 체코 텔레비전 방송공사와 슬로바키아 텔레비전 방송공사로 갈라졌지만, 슬로바키아 텔레비전 방송공사는 2010년 1월 1일 슬로바키아 라디오 방송공사와 통합되어 슬로바키아 라디오 방송공사가 슬로바키아 방송공사로 바뀌었다.